# Domenico Monegario
Domenico Monegario fue el sexto dux de Venecia (756-764) según la tradición, y el cuarto según los datos históricos verificables. Fue elegido con el apoyo de Desiderio, rey de los lombardos. No obstante, para mantener las necesarias buenas relaciones con el Imperio bizantino y los francos, se elegían anualmente dos tribunos que limitaban el poder ducal.
Durante su mandato, comenzó la transformación de los pescadores venecianos en mercaderes, llegando sus viajes comerciales hasta las islas Jónicas y el Levante mediterráneo. La industria de la construcción de barcos se perfeccionó para construir naves más veloces y resistentes. Venecia incrementó su riqueza por la vía del comercio, y también el resentimiento de sus vecinos. Cuando el papa Paulo I demandó donaciones a Venecia para la Santa Sede, el difícil equilibrio político se rompió y el dux Monegario fue depuesto, cegado y exiliado al igual que lo habían sido sus dos predecesores.
El apellido Monegario podría derivar de monegarium, significando fraile o monje o, tal vez, monetarium, es decir, monedero (acuñador).